# Ljubljanski mednarodni filmski festival
Ljubljanski mednarodni filmski festival – LIFFe (do leta 1997: Film Art Fest ali FAF) je največji slovenski filmski festival, ki od leta 1990 poteka v Ljubljani. V štirinajstih dneh se predstavijo zlasti manj poznane produkcije, ki sicer v slovenske kinematografe le redko zaidejo.
Trenutni programski direktor festivala je Simon Popek, ki je leta 2007 nasledil Jelko Stergel.
Festival je v prvih 29 letih obiskalo okrog 945.000 ljudi, na 30. izvedbi (2019) pa so zabeležili svojega milijontega obiskovalca.

## FAF
1. Film Art Fest je potekal od 22. do 31. oktobra 1990 v Cankarjevem domu (Linhartova in Kosovelova dvorana) pod podnaslovom "mednarodni dnevi avtorskega filma". Namen festivala je bil prikaz umetniških filmov, ki niso oziroma ne bi bili odkupljeni po običajnih distribucijskih poteh (nekomercialna distribucija). Predvajanih je bilo 14 filmov v treh programskih sklopih:
- Glavni program

| Naslov                                        | Režija               | Država                      |
| --------------------------------------------- | -------------------- | --------------------------- |
| Hrup in bes / De bruit et de fureur           | Jean-Claude Brisseau | Francija                    |
| Papirnata maska / Paper Mask                  | Christopher Morahan  | Velika Britanija            |
| Vlak skrivnosti / Mystery Train               | Jim Jarmusch         | ZDA                         |
| Filozof / Der Philosoph                       | Rudolf Thome         | Zvezna republika Nemčija    |
| Lumpi / Goodfellas                            | Martin Scorsese      | ZDA                         |
| Zločini in prekrški / Crimes and Misdemeanors | Woody Allen          | ZDA                         |
| Na smrt obsojen / A halálraítélt              | János Zsombolyai     | Madžarska                   |
| Taksi blues / Taxi Blues                      | Pavel Lungin         | Sovjetska zveza, Francija   |
| Uho / Ucho                                    | Karel Kachyna        | Češka in Slovaška republika |

- Nemi film in glasba
  - Roke gor! / Hands Up!, Clarence C. Badger, ZDA
- Mini retrospektiva: Eric Rohmer

| Naslov                                                                           | Režija      | Država   |
| -------------------------------------------------------------------------------- | ----------- | -------- |
| Pauline na plaži / Pauline à la plage                                            | Éric Rohmer | Francija |
| Noči polne lune / Les nuits de la pleine lune                                    | Éric Rohmer | Francija |
| Zeleni žarek / Le rayon vert                                                     | Éric Rohmer | Francija |
| Štiri avanture Reinette in Mirabelle / Quatre aventures de Reinette et Mirabelle | Éric Rohmer | Francija |

Projekcije si je ogledalo malo manj kot 4.000 ljudi. Prva direktorica festivala je bila Jelka Stergel, programski vodja pa Silvan Furlan.

## Programski sklopi
Liffe predstavlja filme po sklopih oziroma sekcijah. Trenutni programski sklopi so:
- Perspektive: uradni tekmovalni sklop mladih režiserjev (prvenec ali drugi film) za nagrado vodomec
- Predpremiere: filmi, odkupljeni za predvajanje po Sloveniji
- Kralji in kraljice: dela prepoznavnih in nagrajevanih avtorjev sodobnega filma
- Panorama svetovnega filma: festivalski favoriti s petih celin
- Ekstravaganca: t. i. polnočni kino raznovrstnih drznejših in žgečkljivih vsebin
- Kinobalon: izbor za mlajše gledalce (5–14 let)
- Fokus

| Fokus skozi leta | Fokus skozi leta          |
| Leto             | Fokus                     |
| ---------------- | ------------------------- |
| 2024             | Alternativni film         |
| 2023             | Argentina                 |
| 2022             | Kosovo                    |
| 2021             | Gruzija                   |
| 2019             | Kubanski film 60          |
| 2018             | Vzhod-severovzhod         |
| 2017             | Novi francoski krimič     |
| 2016             | Romunija 2.0              |
| 2013             | Novi avstrijski film      |
| 2011             | Mladi grški film          |
| 2010             | Berlinska šola            |
| 2009             | Dekleta iz Južne Amerike  |
| 2008             | Sodobni katalonski film   |
| 2007             | Romunija                  |
| 2007             | Zares neodvisni Američani |
| 2006             | Francija                  |

- Retrospektiva

| Retrospektiva skozi leta | Retrospektiva skozi leta                     |
| Leto                     | Retrospektiva                                |
| ------------------------ | -------------------------------------------- |
| 2024                     | Costa-Gavras                                 |
| 2023                     | Francesco Rosi in italijanski politični film |
| 2022                     | Miklós Jancsó                                |
| 2021                     | Prepovedane ženske                           |
| 2019                     | Agnès Varda                                  |
| 2018                     | Češki novi val                               |
| 2017                     | Klasični francoski krimič                    |
| 2016                     | Film gre v kino                              |
| 2015                     | Tehnicolor 100                               |
| 2014                     | Veliko platno                                |
| 2013                     | Mladi in drzni                               |
| 2012                     | Film ceste                                   |
| 2011                     | David Cronenberg                             |
| 2011                     | Metafilm                                     |
| 2010                     | Simfonija velemesta                          |
| 2009                     | Michael Haneke                               |
| 2008                     | Terence Davies                               |
| 2008                     | Adoor Gopalakrishnan                         |
| 2007                     | Roy Andersson                                |
| 2007                     | Otar Iosseliani                              |

- Posvečeno: sklop filmov določenega režiserja

| Posvečeno skozi leta | Posvečeno skozi leta          |
| Leto                 | Posvečeno                     |
| -------------------- | ----------------------------- |
| 2024                 | Yasuzô Masumura               |
| 2022                 | Rajko Grlić in praška šola    |
| 2021                 | Belmondo                      |
| 2019                 | Abel Ferrara                  |
| 2018                 | Christian Petzold             |
| 2017                 | Čarobno leto '67              |
| 2016                 | Jerzy Skolimowski             |
| 2015                 | Hal Hartley                   |
| 2014                 | Aleksej German                |
| 2014                 | Ruben Östlund                 |
| 2013                 | Lordan Zafranović             |
| 2012                 | Léos Carax                    |
| 2012                 | Matteo Garrone                |
| 2010                 | Brillante Mendoza             |
| 2010                 | Elia Suleiman                 |
| 2008                 | Želimir Žilnik                |
| 2007                 | James Benning                 |
| 2005                 | Wim Wenders in Marc Rothemund |
| 2004                 | Kim Ki-duk                    |

- Evropa na kratko: tekmovalni program kratkega filma
- Jadranska mreža festivalov: Filmi iz tega sklopa so predvajani na vseh festivalih Jadranske mreže in se potegujejo za nagrado občinstva (štejejo glasovi z vseh festivalov), ki prinaša finančno podporo za distribucijo v regiji. Mreža združuje šest festivalov iz jugoslovanske regije: Sarajevski filmski festival (SFF), ki jo je vzpostavil, Zagrebški filmski festival (ZFF), Hercegnovski filmski festival – Montenegro Film Festival (MFF), Festival avtorskega filma (AFF) [vsi štirje od leta 2020], Liffe (od 2022) in Festival bratov Manaki iz Bitole (od 2023).

Programski sklopi v preteklosti:
- Obzorja: sklop filmov že uveljavljenih avtorjev
- Jug jugovzhodno: balkanski filmi
- Dokumentarci
- Proti vetru

## Nagrade
- vodomec – nagrada režiserju najboljšega filma iz sklopa Perspektive po izboru mednarodne tričlanske žirije (nagrado podeljujejo od leta 1996)
- zlati kolut/zmaj (nagrada se je zlati kolut imenovala do leta 2007) − nagrada občinstva najbolje ocenjenemu filmu (iz sklopa Obzorja/ki še ni odkupljen za Slovenijo; podeljujejo jo od l. 2000)
- FIPRESCI − nagrada mednarodne žirije Svetovnega združenja filmskih kritikov in novinarjev (nagrado podeljujejo od l. 2004)
- nagrada za najboljši kratki film (nagrado podeljujejo od l. 2008)
- nagrada žirije Art kino mreže Slovenije
- nagrada mladinske žirije Kinotrip

Nagrade v preteklosti:
- nagrada Amnesty International Slovenije za najboljši film na temo človekovih pravic

### Vodomec
| Leto | Film                                                      | Režiser                       |
| ---- | --------------------------------------------------------- | ----------------------------- |
| 1996 | Živeti v pozabi / Living in Oblivion                      | Tom DiCillo                   |
| 1997 | Vzhodna palača, zahodna palača / Dong gong, xi gong       | Zhang Yuan                    |
| 1998 | Življenje, kot ga sanjajo angeli / La Vie rêvée des anges | Erick Zonca                   |
| 1999 | Deseti brat / Beshkempir                                  | Aktan Abdikalikov             |
| 2000 | Vzhod je vzhodno / East Is East                           | Damien O'Donnell              |
| 2001 | Kruh in mleko                                             | Jan Cvitkovič                 |
| 2002 | Sobota / Sábado                                           | Juan Villegas                 |
| 2003 | Vrnitev / Vozvraščenje (Возвращение)                      | Andrej Zvjagincev             |
| 2004 | Popolni preobrat / Somersault                             | Cate Shortland                |
| 2005 | Skriti adut / Voksne mennesker                            | Dagur Kári                    |
| 2006 | 1:1 En til en / 1:1 Ena na ena                            | Annette K. Olesen             |
| 2007 | Okna v ponedeljek / Montag kommen die Fenster             | Ulrich Köhler                 |
| 2008 | Lakota / Hunger                                           | Steve McQueen                 |
| 2009 | Črnci / Crnci                                             | Goran Dević, Zvonimir Jurić   |
| 2010 | Podočnik / Kynodontas (Κυνόδοντας)                        | Yorgos Lanthimos              |
| 2011 | Zaklonišče / Take Shelter                                 | Jeff Nichols                  |
| 2012 | Klip                                                      | Maja Miloš                    |
| 2013 | Miele                                                     | Valeria Golino                |
| 2014 | Lahko noč, mamica / Ich seh, ich seh                      | Severin Fiala, Veronika Franz |
| 2015 | Ovna / Hrútar                                             | Grímur Hákonarson             |
| 2016 | Dobra žena                                                | Mirjana Karanović             |
| 2017 | Columbus                                                  | Kogonada                      |
| 2018 | Bojevnica / Kona fer í stríð                              | Benedikt Erlingsson           |
| 2019 | Prekla / Dilda (Дылда)                                    | Kantemir Balagov              |
| 2020 | Sadeži pozabe / Mila                                      | Christos Nikou                |
| 2021 | Pohodi plin! / Jaddeh Khaki                               | Panah Panahi                  |
| 2022 | Varen kraj / Sigurno mjesto                               | Juraj Lerotić                 |
| 2023 | Tri tisoč oštevilčenih opek / Háromezer számozott darab   | Ádám Császi                   |
| 2024 | Črna pika / Fekete pont                                   | Bálint Szimler                |

Posebne omembe vodomčeve žirije:
| Leto | Film                                        | Režiser                    |
| ---- | ------------------------------------------- | -------------------------- |
| 2002 | Morska hrana / Hǎixiān (海鮮)               | Džu Ven                    |
| 2003 | Pod njenim oknom                            | Metod Pevec                |
| 2004 | Pogrešana / Bu jian                         | Kang-sheng Lee             |
| 2005 | Odgrobadogroba                              | Jan Cvitkovič              |
| 2006 | Namizni tenis / Pingpong                    | Matthias Luthardt          |
| 2009 | Policijski, pridevnik / Poliţist, adjectiv  | Corneliu Porumboiu         |
| 2010 | Na morje / Alamar                           | Pedro González-Rubio       |
| 2010 | Potovanja vetra / Los viajes del viento     | Ciro Guerra                |
| 2013 | Obramba in zaščita / Obrana i zaštita       | Bobo Jelčić                |
| 2015 | La obra del siglo / Projekt stoletja        | Carlos M. Quintela         |
| 2016 | Teden in en dan / Shavua ve yom             | Asaph Polonsky             |
| 2017 | Arabija / Arábia                            | João Dumans, Affonso Uchôa |
| 2018 | Ne bom več luzerka                          | Urša Menart                |
| 2018 | Tovor / Teret                               | Ognjen Glavonić            |
| 2019 | Angelo                                      | Markus Schleinzer          |
| 2019 | Lara                                        | Jan-Ole Gerster            |
| 2020 | Moj jutranji smeh / Moj jutarnji smeh       | Marko Djordjević           |
| 2021 | Oblak v njeni sobi / Ta fang jian li de yun | Zheng Lu Xinyuan           |
| 2022 | Prezaposlena / À plein temps                | Eric Gravel                |
| 2024 | Dobra / Good One                            | India Donaldson            |

### Nagrada občinstva
| Leto        | Film                                                         | Režiser                     |
| ----------- | ------------------------------------------------------------ | --------------------------- |
| Zlati kolut |                                                              |                             |
| 2000        | Pot domov / Wo de fu qin mu qin                              | Zhang Yimou                 |
| 2001        | Pet minut slave / Iedereen beroemd!                          | Dominique Deruddere         |
| 2002        | Sestre magdalenke / The Magdalene Sisters                    | Peter Mullan                |
| 2003        | Pesem za malega razcapanca / Song for a Raggy Boy            | Aisling Walsh               |
| 2004        | Zboristi / Les Choristes                                     | Christophe Barratier        |
| 2005        | Zveza kebab / Kebab Connection                               | Anno Saul                   |
| 2006        | Zajtrk na Plutonu / Breakfast on Pluto                       | Neil Jordan                 |
| 2007        | Povratne steklenice / Vratné lahve                           | Jan Svěrák                  |
| Zmaj        |                                                              |                             |
| 2008        | Katin / Katyń                                                | Andrzej Wajda               |
| 2009        | Ubil sem svojo mamo / J'ai tué ma mère                       | Xavier Dolan                |
| 2010        | Technotise: Edit in jaz / Technotise: Edit i ja              | Aleksa Gajić                |
| 2011        | Onstran / Svinalängorna                                      | Pernilla August             |
| 2012        | Lore                                                         | Cate Shortland              |
| 2013        | Dekle na poziv / Call Girl                                   | Mikael Marcimain            |
| 2014        | Čarlijeva dežela / Charlie's Country                         | Rolf De Heer                |
| 2015        | Druga mama / Que horas ela volta?                            | Anna Muylaert               |
| 2016        | Med morjem in zemljo / La ciénaga - entre el mar y la tierra | Carlos del Castillo         |
| 2017        | Ognjišče / Hjartasteinn                                      | Guðmundur Arnar Guðmundsson |
| 2018        | Aga                                                          | Milko Lazarov               |
| 2019        | Vsak dan je dober dan / Nichinichi Kore Kojitsu (日々是好日) | Tatsushi Ohmori             |
| 2021        | In potem sva zaplesala / Da chven vitsek'vet                 | Levan Akin                  |
| 2022        | Praznik dela / Praznik rada                                  | Pjer Žalica                 |
| 2023        | Poljubi prihodnost - U2 v Sarajevu / Kiss the Future         | Nenad Čičin-Šain            |
| 2024        | Manas                                                        | Marianna Brennand           |

### Nagrada FIPRESCI
| Leto | Film                                                                         | Režiser                   |
| ---- | ---------------------------------------------------------------------------- | ------------------------- |
| 2004 | Češke sanje / Česky sen                                                      | Vít Klusák, Filip Remunda |
| 2005 | Kaj je Iva posnela 21. oktobra 2003 / Što je Iva snimila 21. listopada 2003. | Tomislav Radić            |
| 2006 | Bele dlani / Fehér tenyér                                                    | Szabolcs Hajdu            |
| 2007 | In s kom ti seksaš? / Et toi t'es sur qui?                                   | Lola Doillon              |
| 2008 | Balast / Ballast                                                             | Lance Hammer              |
| 2009 | Prinesi mi rožmarin / Go Get Some Rosemary                                   | Ben Safdie, Joshua Safdie |
| 2010 | Neljubljena / The Unloved                                                    | Samantha Morton           |
| 2011 | Zgodbe, ki se jih spominjamo / Histórias que só existem quando lembradas     | Júlia Murat               |
| 2012 | Otrok iz zgornjega nadstropja / L'Enfant d'en haut                           | Ursula Meier              |
| 2013 | Salvo                                                                        | Antonio Piazza            |
| 2014 | Mrhovinar / Buzzard                                                          | Joel Potrykus             |
| 2015 | Družinski film / Rodinný film                                                | Olmo Omerzu               |
| 2016 | Rdeča želva / La tortue rouge                                                | Michaël Dudok de Wit      |
| 2017 | Moški ne jočejo / Muškarci ne plaču                                          | Alen Drljević             |
| 2018 | Stiks / Styx                                                                 | Wolfgang Fischer          |
| 2019 | Monos                                                                        | Alejandro Landes          |
| 2020 | Izgnanstvo / Exil                                                            | Visar Morina              |
| 2021 | Telesce / Piccolo corpo                                                      | Laura Samani              |
| 2022 | Neustavljivi / Entre les vagues                                              | Anaïs Volpé               |
| 2023 | Lola                                                                         | Andrew Legge              |
| 2024 | April                                                                        | Dea Kulumbegašvili        |

### Nagrada za najboljši kratki film
| Leto | Film                                                            | Režiser                            |
| ---- | --------------------------------------------------------------- | ---------------------------------- |
| 2008 | Zemlja in kruh / Tierra y pan                                   | Carlos Armella                     |
| 2009 | Odsotna / Missen                                                | Jochem de Vries                    |
| 2010 | Vožnja s kolesom / A Bike Ride                                  | Bernard Attal                      |
| 2011 | Svet zunaj / The External World                                 | David O'Reilly                     |
| 2012 | Tuba Atlantic                                                   | Hallvar Witzo                      |
| 2013 | Terarij                                                         | Hana Jušić                         |
| 2014 | Roke proti nebesom / Hände zum Himmel                           | Ulrike Putzer, Matthias van Baaren |
| 2015 | Piknik                                                          | Jure Pavlović                      |
| 2016 | Figura                                                          | Katarzyna Gondek                   |
| 2017 | Nisem od tukaj / Yo no soy de aquí                              | Maite Alberdi, Giedrė Žickytė      |
| 2018 | Matria                                                          | Álvaro Gago Díaz                   |
| 2019 | Lani, ko je vlak šel mimo / L'an dernier quand le train passait | Pang-Chuan Huang                   |
| 2020 | Nevidni heroj / Invisivel Heroi                                 | Cristèle Alves Meira               |
| 2021 | Steakhouse                                                      | Špela Čadež                        |
| 2022 | Sierra                                                          | Sander Joon                        |
| 2023 | Dežela gora / Land der Berge                                    | Olga Kosanović                     |
| 2024 | Oyu                                                             | Atsushi Hirai                      |

Posebne omembe žirije za najboljši kratki film:
| Leto | Film                                                                  | Režiser                         |
| ---- | --------------------------------------------------------------------- | ------------------------------- |
| 2008 | Vučko                                                                 | Matevž Luzar                    |
| 2009 | Tla pod nogami / The Ground Beneath                                   | Rene Hernandez                  |
| 2011 | Potem zagledam Tanjo / Onda vidim Tanju                               | Juraj Lerotić                   |
| 2012 | Francija, ki se zgodaj prebuja / La France qui se lève tôt            | Hugo Chesnard                   |
| 2013 | Prenagljen / Prematur                                                 | Gunhild Enger                   |
| 2014 | Kokoška / Kokoš                                                       | Una Gunjak                      |
| 2015 | Disciplina / Discipline                                               | Christophe M. Saber             |
| 2015 | Vsaj puške nam še ostanejo / Tant qu'il nous reste des fusils à pompe | Caroline Poggi, Jonathan Vinel  |
| 2017 | Zverina / The Beast                                                   | Samantha Nell, Michael Wahrmann |
| 2017 | »[...] Hlepenje po pripovedi« / "[...] Craving for Narrative"         | Max Grau                        |
| 2018 | Celica                                                                | Dušan Kastelic                  |
| 2019 | Božično darilo / Cadoul de Craciun                                    | Bogdan Muresanu                 |
| 2020 | Zima v deževnem gozdu / Talv vihmametsas                              | Anu-Laura Tuttelberg            |
| 2021 | Tekma / Das Spiel                                                     | Roman Hodel                     |
| 2022 | Heat Waves                                                            | Kent Chan                       |
| 2024 | Aqueronte                                                             | Manuel Munoz Rivas              |

## Nagrade po letih
Liffe 2014
- vodomec:  Lahko noč, mamica (Ich seh, Ich seh) (Severin Fiala in Veronika Franz)
- zmaj:  Čarlijeva dežela (Charlie's Country) (Rolf De Heer)
- FIPRESCI:  Mrhovinar (Buzzard) (Joel Potrykus)
- nagrada za najboljši kratki film:  Roke proti nebesom (Hände zum Himmel) (Ulrike Putzer in Matthias van Baaren)
  - posebna omemba:  Kokoška (Kokoš) (Una Gunjak)

Liffe 2013
- vodomec:  Miele (Valeria Golino)
  - posebna omemba:  Obramba in zaščita (Obrana i zaštita) (Bobo Jelčić)
- zmaj:  Dekle na poziv (Call Girl) (Mikael Marcimain)
- FIPRESCI:  Salvo (Antonio Piazza)
- nagrada za najboljši kratki film:  Terarij (Hana Jušić)
  - posebna omemba:  Prenagljen (Prematur) (Gunhild Enger)

Liffe 2012
- vodomec:  Klip (Maja Miloš)
- FIPRESCI:  Otrok iz zgornjega nadstropja (L'Enfant d'en haut) (Ursula Meier)
- nagrada za najboljši kratki film:  Tuba Atlantic (Hallvar Witzo)
  - posebna omemba:  Francija, ki se zgodaj prebuja (La France qui se lève tôt) (Hugo Chesnard)
- zmaj:  Lore (Cate Shortland)

Liffe 2011
- vodomec:  Zaklonišče (Take Shelter) (Jeff Nichols)
- FIPRESCI:  Zgodbe, ki se jih spominjamo (Histórias que só existem quando lembradas) (Júlia Murat)
- zmaj:  Onstran (Svinalängorna) (Pernilla August)
- nagrada za najboljši kratki film:  Svet zunaj (The External World) (David O'Reilly)
  - posebna omemba:  Potem zagledam Tanjo (Onda vidim Tanju) (Juraj Lerotić)
- 1. nagrada natečaja Itak režiser:  Simetrija (Manja Potočnik)

Liffe 2010
- vodomec:  Podočnik (Kynodontas) (Giorgos Lanthimos)
- zmaj:  Technotise: Edit in jaz (Technotise − Edit i ja) (Aleksa Gajić)
- nagrada za najboljši kratki film:  Vožnja s kolesom (A Bike Ride) (Bernard Attal)
- FIPRESCI:  Neljubljena (The Unloved) (Samantha Morton)

Liffe 2009
- vodomec:  Črnci (Crnci) (Goran Dević in Zvonimir Jurić)
  - posebna omemba:  Policijski, pridevnik (Poliţist, adjectiv) (Corneliu Porumboiu)
- FIPRESCI:  Prinesi mi rožmarin (Go Get Some Rosemary) (Ben Safdie in Joshua Safdie)
- zmaj:  Ubil sem svojo mamo (J'ai tué ma mère) (Xavier Dolan)
- nagrada za najboljši kratki film:  Odsotna (Missen) (Jochem de Vries)
  - posebna omemba:  Tla pod nogami (The Ground Beneath) (Rene Hernandez)

Liffe 2008
- vodomec:  Lakota (Hunger) (Steve McQueen)
- najboljši film po izboru občinstva:  Katin (Katyń) (Andrzej Wajda)
- FIPRESCI:  Balast (Ballast) (Lance Hammer)
- nagrada za najboljši kratki film:  Zemlja in kruh (Tierra y pan) (Carlos Armella)
  - posebna omemba:  Vučko (Matevž Luzar)
- nagrada itak za film, posnet s prenosnim telefonom:  Names (Mitja Mlakar, Mojca Pernat, Miha Šubic in produkcijska hiša Caveman Productions)

Liffe 2007
- vodomec:  Okna v ponedeljek (Montag kommen die Fenster) (Ulrich Köhler)
- najboljši film po izboru občinstva (zlati kolut):  Povratne steklenice (Vratné lahve) (Jan Svěrák)
- FIPRESCI:  In s kom ti seksaš? (Et toi t'es sur qui?) (Lola Doillon)
- nagrada Amnesty International Slovenije za najboljši film na temo človekovih pravic:  XXY (Lucía Puenzo)
- zmagovalec natečaja za najboljši kratki film Itak filmfest:  Postaja (Matevž Jerman, Matej Bandelj, Matevž Rener, Gregor Vuga in Amir Ahmetovič)

Liffe 2006
- vodomec:  1:1 (Annette K. Olesen)
  - posebna omemba:  Namizni tenis (Pingpong) (Matthias Luthardt)
- nagrada Amnesty International Slovenije za najboljši film na temo človekovih pravic:  Ofsajd (Offside) (Jafar Panahi)
- FIPRESCI:  Bele dlani (Fehér tenyér) (Szabolcs Hajdu)
- zlati kolut:  Zajtrk na Plutonu (Breakfast on Pluto) (Neil Jordan)

Liffe 2005
- vodomec:  Skriti adut (Voksne mennesker) (Dagur Kári)
  - posebna omemba:  Odgrobadogroba (Jan Cvitkovič)
- zlati kolut:  Zveza kebab (Kebab Connection) (Anno Saul)
- FIPRESCI:  Kaj je Iva posnela 21. oktobra 2003 (Što je Iva snimila 21. listopada 2003.) (Tomislav Radić)
- nagrada Amnesty International Slovenije za najboljši film na temo človekovih pravic:  Šutka (Knjiga rekorda Šutke) (Aleksandar Manič)

Liffe 2004
- vodomec:  Popolni preobrat (Somersault) (Cate Shortland)
- nagrada filmskih kritikov:  Češke sanje (Český sen) (Vít Klusák in Filip Remunda)
  - posebna omemba:  Pogrešana (Bu jian) (Kang-sheng Lee)
- zlati kolut (sekcija Obzorja):  Zboristi (Les Choristes) (Christophe Barratier)

Liffe 2003
- vodomec:  Vrnitev (Vozvraščenje) (Andrej Zvjagincev)
  - posebna omemba:  Pod njenim oknom (Metod Pevec)
- zlati kolut:  Pesem za malega razcapanca (Song for a Raggy Boy) (Aisling Walsh)

Liffe 2002
- vodomec:  Sobota (Sábado) (Juan Villegas)
  - posebna omemba:  Morska hrana (Hǎixiān/海鮮) (Džu Ven)
- zlati kolut:  Sestre magdalenke (The Magdalene Sisters) (Peter Mullan)

Liffe 2001
- vodomec:  Kruh in mleko (Jan Cvitkovič)

Liffe 2000
- vodomec:  Vzhod je vzhodno (East is East) (Damien O'Donnell)

Liffe 1999
- vodomec:  Deseti brat (Beshkempir) (Aktan Abdikalikov)

Liffe 1998
- vodomec:  Življenje, kot ga sanjajo angeli (La vie rêvée des anges) (Erick Zonca)

O nagradi vodomec, za katero se je potegovalo 21 filmov iz sekcije Perspektive, je odločalo občinstvo.
Liffe 1997
- vodomec:  Vzhodna palača, zahodna palača (Dong gong, xi gong) (Zhang Yuan)

Nagrado vodomec, za katero se je potegovalo 17 filmov iz tekmovalne sekcije Perspektive, je podelila žirija v sestavi režiser Filip Robar Dorin, Miha Mazzini in italijanska fotografinja Chiara Samughejo.
Liffe 1996
- vodomec:  Živeti v pozabi (Living in Oblivion) (Tom DiCillo)